# 寄宿家庭 (小說)
《寄宿家庭》（The Boarding House），爱尔兰作家詹姆斯·乔伊斯的短篇小说，收录在1914年出版的短篇小说集《都柏林人》（Dubliners）。
杜蘭（Doran）先生和房東太太的女兒波麗（Polly）發生了性關係，杜蘭卻害怕敗壞名譽，“都柏林這麼小，人人都知道別人的事。”